# Royal Trux
I Royal Trux furono un gruppo rock statunitense, fondato da Neil Michael Hagerty (voce, chitarra) e Jennifer Herrema (voce). Dal 1987 al 2000 la band ha esplorato con piglio eversivo ogni costume del rock-and-roll, dall'underground più nichilista ai contratti con le major, senza mai abbandonare il suo stile unico romantico e la sua integrità artistica.

## Storia del gruppo
Quando era ancora adolescente, Hagerty entrò nel gruppo d'avanguardia di Washington Pussy Galore, capitanato da Jon Spencer e successivamente trasferito a New York. Durante la sua permanenza nei Pussy Galore, Hagerty convinse i suoi compagni di gruppo a pubblicare una musicassetta di remake dell'intero disco dei Rolling Stones Exile on Main Street. Mentre cominciava a ricevere una certà notorietà nell'underground, proprio grazie ai Pussy Galore, Hagerty decise che l'unico modo per far crescere la sua visione artistica era di continuare con la sua fidanzata, Jennifer Herrema. Fondò così i Royal Trux.
Hagerty e Herrema pubblicarono il loro primo, omonimo album nel 1987. L'idiosincraticità del disco, le cui tracce erano avulse dal concetto di classica canzone, offrì una singolare e bizzarra visione dell'arte musicale, tradendo i canoni del rock.
Dopo essersi spostati a San Francisco, i Royal Trux pubblicarono uno dei dischi più sperimentali della storia, il doppio album Twin Infinitives. Il lavoro in questione rimane al confine della musica rock, spesso paragonato ad altri progetti di avanguardia, come il disco di Lou Reed Metal Machine Music, l'album di Captain Beefheart Trout Mask Replica e quasi l'intera discografia dei Faust. Un ascoltatore non abituato a questo tipo di sonorità potrebbe trovare l'opera inascoltabile, ma è considerato dalla critica e da molti colleghi dei Royal Trux come un capolavoro.
Dopo Twin Infinitives, i Royal Trux pubblicarono un altro disco omonimo (a volte chiamato "Skulls" a causa del disegno in copertina). Lo sperimentalismo di Twin Infinitives viene qui unito allo stile crudo e lo-fi del debutto. I testi canzonatori e le anti-melodie del primo disco sembrano, infatti, essere passato attraverso il secondo, facendo emergere una genuina carica poetica.
Hagerty e Herrema si presero poi una pausa per disintossicarsi dall'eroina, e la loro musica seguente rispecchiò il loro nuovo stile di vita. Entrarono a far parte del gruppo un altro chitarrista ed un batterista, e cominciarono le registrazioni del quarto lavoro, Cats and Dogs. Il songwriting rimase altamente originale, ma decisamente più melodico e accessibile, come dimostrano canzoni quali The Flag, The Spectre e Turn of the Century.
Col successo che ebbero in quegli anni i Nirvana, la musica rock venne riscoperta anche dalle etichette. I Royal Trux non fecero eccezione, e firmarono un vantaggioso contratto per tre dischi con la Virgin Records. Nel 1995 pubblicarono Thank You, un passo indietro ampiamente influenzato dalla musica degli anni settanta. Il disco successivo, Sweet Sixteen, fu invece più avventuroso, originale ed epico. Mentre la band iniziava a ricevere le giuste attenzioni dai mass media (Herrema apparse anche in alcune pubblicità di Calvin Klein), la Virgin non fu soddisfatta di Sweet Sixteen e stracciò il contratto prima del completamento dell'ultimo disco.
Tornati alla loro etichetta originale, la Drag City, il gruppo pubblicò Accelerator, disco che si allontanava dalle melodie orecchiabili dei più diretti predecessori per tornare a creare bizzarrie artistiche. L'immediato successore fu Veterans of Disorder, probabilmente il loro disco più vario. Pound for Pound mostrò invece la maestria tecnica della chitarra di Hagerty e la perizia vocale di Herrema.
I Royal Trux pubblicarono anche il disco triplo Singles, Live, Unreleased, una summa della loro carriera contenente alcuni brani scelti dei loro dischi precedenti, alcune registrazioni dal vivo e dei brani inediti.
I Royal Trux si sciolsero dopo l'uscita di Pound for Pound nel 2000. Dopo lo split, sia Hagerty (col proprio nome o come The Howling Hex) sia Herrema (col nome RTX) hanno registrato dischi per la Drag City.

## Discografia

### Album
- 1988 - Royal Trux
- 1990 - Twin Infinitives
- 1992 - Royal Trux
- 1993 - Cats and Dogs
- 1995 - Thank You
- 1997 - Sweet Sixteen
- 1998 - Accelerator
- 1999 - Veterans of Disorder
- 2000 - Pound for Pound
- 2002 - Hand of Glory
- 2017 - Platinum Tips & Ice-Cream [Live]
- 2019 - White Stuff